# Kobra (TV-program)
Kobra var ett kulturprogram som producerades och sändes av SVT. Programmet började sändas 2001 och varje program bestod av en samling reportage och intervjuer som kretsade kring ett tema.

## Historik
Kobra startade 2001 med Ingvar Storm som programledare. Från 2002–2014 leddes programmet av Kristofer Lundström, som sedan dess kom att förknippas med programmet.
Från 2015 fick programmet tillskott av Lina Thomsgård som ny programledare tillsammans med Kristofer Lundström. Hösten 2017 tog Parisa Amiri över programledarskapet efter Thomsgård som var föräldraledig. I december 2017 meddelade SVT att höstens säsong skulle vara programmets sista. Från och med 2018 kom dock Kobra att fortsätta som en del av företagets satsning på programformatet SVT Edit.

## Innehåll
Kobra tog upp moderna konst- och kulturuttryck i Sverige och i världen. Programmet var 30 minuter långt och strävade efter att genom kultur spegla sociala och politiska trender i samtiden och ha ett slags infotainment-format.
I Kobra har ett stort antal berömda kulturpersoner medverkat, bland annat Norman Mailer, Joyce Carol Oates, David Lynch, Takashi Murakami, Emir Kusturica, Madonna, M.I.A., Nick Cave, Jeff Koons, Ingmar Bergman, Nan Goldin, Woody Allen och Bruce Springsteen.